# توماس دوس سانتوس
توماس دوس سانتوس (انگلیسی: Thomas Dos Santos؛ زادهٔ ۱۳ مارس ۱۹۹۲) بازیکن فوتبال اهل فرانسه است.
از باشگاه‌هایی که در آن بازی کرده‌است می‌توان به باشگاه فوتبال لانس اشاره کرد.